# Онтолошка безбедност
Онтолошка безбедност је стабилно стање ума изведено из осећања континуитета везаног за догађаје нечијег живота. Гиденс (1991) објашњава онтолошку безбедност као осећање реда и континуитета везано за искуство индивидуе. Он тврди да се то ослања на способност људи да дају смисао свом животу. Смисао се налази у искуству позитивних и стабилних емоција, и избегавању хаоса и анксиозности. Ако се деси догађај који није доследан са смислом живота индивидуе, представљаће претњу онтолошкој безбедности те индивидуе. Онтолошка безбедност такође укључује позитиван поглед на себе, свет и будућност.

## Онтолошка безбедност угрожена смрћу
Филип A. Мелор говори о овом концепту у односу на танатологију, тврдећи да када дође до смрти, утиче на људе и они „преиспитују смисао и реалност социјалног поретка у коме учествују, уништавајући им онтолошку безбедност".

## Онтолошка безбедност у вези са власништвом куће
„Речено је да је људима потребна самоувереност, континуитет и поверење у свету што укључује и онтолошку безбедност да би водили срећне и испуњене животе, и штавише та онтолошка безбедност може се постићи више кроз власништво куће него изнајмљивање".

## Онтолошка безбедност деце
Веће су шансе да деца имају позитивну онтолошку сигурност када родитељи поседују свој дом. Наводно, поседовање дома такође унапређује родитељство и омогућава будући пренос имовине, и тако олакшава онтолошку безбедност.
Оно што је такође истина, у друштвима као што је Немачка и у другим државама северне Европе где је изнајмљивање стабилно и регулисано, проблем стабилности не мора да се изједначи са поседовањем имовине, која је заснована на хипотекама.
У Великој Британији код запослених, сиромашних и породица из средње класе долази до великог финансијског стреса, због повећања цена станова и кућа, закупа, али и плаћања хипотека код оних који поседују бројну имовину. Све ово подстиче политика Владе као део идеологије „унапређења економије" што заузврат ствара ситуацију хроничног стреса, што доводи до многих здравствених проблема и утиче на живот деце негативно.
Проблем онтолошке безбедности, онда, има везе са безбедношћу закупа, с обзиром на стабилност дечијег живота код куће и животе њихових родитеља.
Треба бити пажљив у овом случају да би се избегло везивање концепта онтолошке безбедности за било који специфични економски програм, и увек треба бити фокусиран на животно искуство и како се одвија под дејством владине политике и догађајима у материјалној реалности.
Поред тога, умањивање важности питања онтолошке сигурности детета у материјалном смислу попут становања игнорише питања као што су „традиционални" начини васпитања, религиозност, нерешених родитељских односа који умањују емпатију и других стресора који су свеприсутни. 

## Онтолошка безбедност код наставника
„Одрасли наставници такође морају да обезбеде онтолошку безбедност ученика код егзистенцијалних анксиозности тако што ће створити удружења и групе засноване на поверењу"